# Елизавета София Бранденбургская (1589—1629)
Елизавета София Бранденбургская (нем. Elisabeth Sophie von Brandenburg; 4 июля 1589, Берлин — 24 декабря 1629, Франкфурт-на-Одере) — принцесса Бранденбургская, в замужестве княгиня Радзивилл и герцогиня Саксен-Лауэнбургская.

## Биография
Елизавета София — дочь курфюрста Бранденбурга Иоганна Георга и его третьей супруги Елизаветы Ангальтской, дочери князя Иоахима Эрнста Ангальтского.
В первый раз Елизавета София вышла замуж 27 марта 1613 года в Берлине за Януша Радзивилла. В 1628 году Елизавета София продала выделенные ей владения город и замок Лихтенберг в княжестве Байрейт своему брату маркграфу Кристиану Бранденбург-Байрейтскому. Князь Януш приобрел владения в 1617 году для своей супруги на случай вдовства за 100 тысяч гульденов у семейства Вальденфельс.
Вторым супругом Елизаветы Софии 27 февраля 1628 года стал герцог Юлий Генрих Саксен-Лауэнбургский. Елизавета София похоронена в церкви Святой Марии во Франкфурте-на-Одере.

## Семья
В первом браке у Елизаветы Софии родился сын Богуслав Радзивилл (1620—1669), женат на принцессе Анне Марии Радзивилл (1640—1667). Во втором браке также родился сын Франц Эрдман Саксен-Лауэнбургский, женат на принцессе Сибилле Гедвиге Саксен-Лауэнбургской (1625—1703).